# Шашечницы
Шашечницы (лат. Melitaea) — род дневных бабочек семейства Нимфалиды (Nymphalidae).

## Описание
Бабочки мелких размеров. Усики с головчатой или веретеновидной булавой. Глаза у шашечниц голые, булава усиков яйцевидная. Нижнегубные щупальца с заостренным последним члеником. На голенях и лапках средних и задних ног 2—3 ряда шипов. Передние крылья с выгнутым внешним краем, край задних крыльев  округлый. Крылья сверху красно- или коричнево-жёлтые, с рядами черных пятен. Задние крылья снизу с 3 светлыми поперечными полосками или рядами пятен. Нижняя сторона без перламутровых пятен или полей. Центральные ячейка на верхних крыльях замкнута, на нижних нет. На передних крыльях жилка R1 не ветвится и берет начало от центральной ячейки, R2, R3, R4, R5 имеют общий ствол, который также начинается от центральной ячейки. К костальному (переднему) краю переднего крыла выходят жилки R1 и R2, R3 выходит к вершине, а к внешнему краю — жилки R4, R5. На заднем крыле жилка M3 и жилка Cu1 отходят от центральной ячейки в двух разных точках.
Род выделяют на основании различий в строении копулятивного аппарата самцов. 
Яйца грушевидной формы, иногда ребристые. Гусеницы толстые, с 7—9 конусообразными мясистыми возвышениями, покрытыми мелкими волосками. Гусеницы живут сначала в общей паутине. Они зимуют под мхом или среди листьев, соединенных паутиной. Весной и в начале лета они живут отдельно на различных травянистых растениях.
Куколки спереди притупленные, на спинной стороне с мелкими возвышениями. Шашечницы — бабочки средней величины. Размах крыльев 35—54 мм. Распространены почти исключительно в северном умеренном поясе Старого и Нового Света. Виды шашочниц весьма сильно варьируют в окраске и представляют довольно частые примеры меланизма и альбинизма.

## Виды
didyma/Didymaeformis 
- Melitaea abyssinica Oberthür, 1909
- Melitaea acraeina (Staudinger, 1886)
- Melitaea agar Oberthür, 1888
- Melitaea ala Staudinger, 1881
- Melitaea alraschid Higgins, 1941
- Melitaea ambrisia Higgins, 1935
- Melitaea arduinna (Esper, 1783)
- Melitaea athene Staudinger, 1881
- Melitaea avinovi Sheljuzhko, 1914
- Melitaea casta (Kollar, [1848])
- Melitaea chitralensis Moore, 1901
- Melitaea deserticola Oberthür, 1909
- Melitaea didyma (Esper, 1778)
- Melitaea didymina Staudinger, 1895
- Melitaea didymoides Eversmann, 1847
- Melitaea enarea Fruhstorfer, 1917
- Melitaea fergana Staudinger, 1882
- Melitaea infernalis Grum-Grshimailo, 1891
- Melitaea interrupta Kolenati, 1846
- Melitaea jitka Weiss & Major, 2000
- Melitaea kotshubeji Sheljuzhko, 1929
- Melitaea latonigena Eversmann, 1847
- Melitaea lunulata Staudinger, 1901
- Melitaea lutko Evans, 1932
- Melitaea meherparvari Carbonell, 2007
- Melitaea mimetica Higgins, 1940
- Melitaea mixta Evans, 1912
- Melitaea ninae Sheljuzhko, 1935
- Melitaea persea Kollar, [1850]
- Melitaea pseudoala Sheljuzhko, 1928
- Melitaea robertsi Butler, 1880
- Melitaea romanovi Grum-Grshimailo, 1891
- Melitaea sarvistana Wiltshire, 1941
- Melitaea saxatilis Christoff, 1876
- Melitaea shandura Evans, 1924
- Melitaea sutschana Staudinger, 1892
- Melitaea trivia Denis & Schiffermüller, 1775
- Melitaea yakovlevi Kolesnichenko, 2005
- Melitaea yuenty Oberthür, 1888

cinxia/Melitaea sensu stricto
- Melitaea amoenula C. & R.Felder, [1867]
- Melitaea arcesia Bremer, 1861
- Melitaea balbita Moore, 1874
- Melitaea bellona Leech, [1892]
- Melitaea cinxia (Linnaeus, 1758)
- Melitaea diamina (Lang, 1789)
- Melitaea jezabel Oberthür, 1888
- Melitaea protomedia Ménétriés, 1859
- Melitaea sindura Moore, 1865

minerva группа
- Melitaea asteroidea Staudinger, 1881
- Melitaea balba Evans, 1912
- Melitaea elisabethae Avinoff, 1910
- Melitaea ludmilla Churkin, Kolesnichenko & Tuzov, 2000
- Melitaea minerva Staudinger, 1881
- Melitaea pallas Staudinger, 1886
- Melitaea solona Alphéraky, 1881
- Melitaea sultanensis Staudinger, 1886
- Melitaea turanica Erschoff, 1874

phoebe/Cinclidia группа
- Melitaea aetherie (Hübner, 1826)
- Melitaea collina Lederer, 1861
- Melitaea consulis Wiltshire, 1941
- Melitaea gina Higgins, 1941
- Melitaea kuchi Wyatt, 1961
- Melitaea phoebe Denis & Schiffermüller, 1775
- Melitaea pseudosibina Alberti, 1969
- Melitaea punica Oberthür, 1876
- Melitaea scotosia Butler, 1878
- Melitaea sibina Alphéraky, 1881
- Melitaea telona Christoph, 1893 (формально M. phoebe или M. punica)
- Melitaea turkmanica Higgins, 1940

Mellicta группа
- Melitaea alatauica Staudinger, 1881
- Melitaea ambigua Ménétriés in Schrenck, 1859
- Melitaea asteria (Freyer, 1828)
- Melitaea athalia (Rottemburg, 1775)
- Melitaea aurelia Nickerl, 1850
- Melitaea britomartis Assmann, 1847
- Melitaea centralasiae (Wnukowsky, 1929)
- Melitaea caucasogenita Verity, 1930
- Melitaea deione Geyer, 1832
- Melitaea menetriesi Caradja, 1895
- Melitaea nevadensis Oberthür, 1904
- Melitaea parthenoides Keferstein, 1851
- Melitaea plotina Bremer, 1861
- Melitaea rebeli Wnukowsky, 1929
- Melitaea varia (Meyer-Dür, 1851)
- Melitaea westsibirica (Dubatolov, 1998)

Incertae sedis
- Melitaea kunlunensis Kudrna & Mracek, 1994
- Melitaea oorschoti Eckweiler, 2008
- Melitaea paludani Clench & Shoumatoff, 1956
- Melitaea tangigharuensis de Freina, 1980
- Melitaea wiltshirei Higgins, 1941